# 농어업농어촌연구소
농어업농어촌연구소(農漁業農漁村硏究所)는 한국농수산대학 재학생 및 졸업생의 성공적 농업 조기정착, 학교생활, 농촌인력의 영농정착, 농촌생활 향상, 농업현장의 생산기술·저장·유통 등 경영개선에 관한 연구, 한국농수산대학 교육운영 발전을 위한 연구, 연구결과 보고서 발간 등을 위하여 설립된 대한민국 농림축산식품부 한국농수산대학 소속기관으로 농어업농어촌연구소장은 한국농수산대학 교수가 겸임한다. 전라북도 전주시 완산구 콩쥐팥쥐로 1515에 위치하고 있다.

## 설립 근거
- 농어업·농어촌연구소 운영규정

## 연혁
- 1998년 1월 1일 연구소 설치 및 운영규정 제정 (제13호). 초대 연구소장 안덕현 교수 취임
- 1999년 3월 1일 현장농업연구지 발간(제1권 1호)
- 1999년 10월 5일 연구소 운영규정 개정(제23호)
- 2002년 3월 13일 연구소 운영규정 개정(제42호)
- 2004년 2월 26일 연구소 운영규정 개정(제65호)
- 2004년 4월 22일 제2대 연구소장 송천영 교수 취임
- 2006년 2월 1일 제3대 연구소장 이영석 교수 취임
- 2007년 12월 31일 연구소 운영규정 개정(제122호)
- 2008년 2월 1일 제4대 연구소장 박광호 교수 취임

## 주요 업무
- 학생생활 향상을 위한 조사연구
- 학생에 대한 각종 조사(가치관, 적성 등)와 그 결과 분석
- 농촌인력의 영농정착과 농촌생활 향상을 위한 조사연구
- 농업현장의 생산기술과 저장·가공·유통 등 경영개선에 관한 연구
- 한국농수산대학 교육운영 발전을 위한 연구
- 연구결과보고서 발간

## 같이 보기
- 한국농촌경제연구원
- 농어촌연구원